# Adiantopsis reesii
Adiantopsis reesii là một loài thực vật có mạch trong họ Adiantaceae. Loài này được (Jenman) C. Chr. miêu tả khoa học đầu tiên năm 1905.